# Argyrosticta meres
Argyrosticta meres là một loài bướm đêm trong họ Noctuidae.